# Созданные человеком
«Созданные человеком», также известный как «Созданный людьми» и «Созданный человеком» (яп. 人の造りしもの; дословно — «Вещи, сделанные людьми»), — седьмой эпизод аниме-сериала «Евангелион» от студии Gainax. Режиссёром эпизода является Кэйити Сугияма, сценаристами — Хидэаки Анно и Ёдзи Энокидо. Впервые был показан 15 ноября 1995 года на TV Tokyo, набрав 5,9 % аудитории.
Капитан агентства Nerv Мисато Кацураги и главный научный сотрудник Рицуко Акаги отправляются на частную презентацию нового робота для борьбы с ангелами Jet Alone компании Japan Heavy Chemical Industries. Робот выходит из строя, его ядерный реактор переходит в критическое состояние. Синдзи Икари на Евангелионе-01 приостанавливает Jet Alone, в это же время Мисато попадает внутрь его. Она отключает робота, самостоятельно толкнув аварийные регулирующие кассеты.

## Сюжет
Эпизод начинается с телефонного разговора руководителя Nerv Гэндо Икари с неизвестным человеком. Тем временем Синдзи Икари, живущий у Мисато Кацураги, капитана агентства, смущается из-за того, что хозяйка квартиры пьёт пиво на завтрак и ходит, как неряха. В школе Синдзи проходит родительское собрание, и Мисато приходит на него в идеально опрятном виде. Гэндо на одноступенчатом космическом корабле беседует с неизвестным человеком о бюджете на создание Евангелионов. В штаб-квартире Nerv Синдзи узнаёт, что причиной Второго удара стал взрыв первого ангела Адама в Антарктиде при его исследовании.
На следующий день Мисато и главный научный сотрудник Nerv Рицуко Акаги прибывают на частную презентацию нового робота для борьбы с ангелами Jet Alone компании Japan Heavy Chemical Industries. Но во время демонстрации робот выходит из строя и, не отвечая на команды, идёт прямо. Его ядерный реактор переходит в критическое состояние. Синдзи на Еве-01 приостанавливает Jet Alone, Мисато в это же время попадает внутрь робота. Пароль не отключает реактор, поэтому она самостоятельно толкает аварийные регулирующие кассеты и отключает его. Мисато понимает, что сбой робота был вызван специально. После этого Рицуко говорит Гэндо, что их план с Jet Alone прошёл удачно, не считая вмешательство Мисато.
На следующий день Синдзи снова смущает поведение Мисато дома. Его одноклассники Кенске Аида и Тодзи Судзухара объясняют ему, что она перед ним открыта, так как считает его членом семьи.

## Производство
В 1993 году Gainax опубликовала «Предложение» (яп. 企画書), презентационный документ о «Евангелионе», в котором седьмой эпизод носил название «Творение людей» (яп. 人の、造りしもの). В нём должен был фигурировать экспериментальный образец гуманоидного робота, введённый в практическое использование частной компанией.
Режиссёром «Созданные человеком» является Кэйити Сугияма, сценаристами — Хидэаки Анно и Ёдзи Энокидо, раскадровщиками — Анно и Сугияма, главным аниматором — Сюндзи Судзуки. Во вступительной музыкальной теме эпизода использована песня «A Cruel Angel’s Thesis» в исполнении Ёко Такахаси, а в заключительной — 4 Beat версия «Fly Me to the Moon».

## Темы и отсылки
Главная тема эпизода — межличностное общение. Ключевой фигурой является Мисато, которая дома всё время пьёт пиво и выглядит крайне неаккуратно, на работе же предстаёт начальницей и защитницей. Она является живым примером того, что люди часто лгут, скрывая свою истинную личность, поэтому им нельзя доверять. В конце эпизода Синдзи понимает, что Мисато показывают ему настоящую себя, поскольку считает его членом семьи.
По мнению писателя Денниса Редмонда, эпизод высмеивает «ядерное энергетическое лобби Японии» и кэйрэцу. Название Jet Alone является отсылкой к роботу Jet Jaguar из фильмов о Годзилле.

## Показ и критика
Впервые «Созданные человеком» был показан 15 ноября 1995 года на TV Tokyo, набрав 5,9 % аудитории.
Редактор Film School Rejects Макс Ковилл поставил «Созданные человеком» на 20-е место своего рейтинга эпизодов «Евангелиона», назвав его захватывающим и обогащённым новой информацией о второстепенных персонажах. Джоэл Каннингем из Digitally Obsessed сказал, что это ненужный и, вероятно, худший эпизод в сериале. Акио Нагатоми из Anime Café отрицательно отнёсся к эпизоду, однако похвалил его за раскрытие Мисато, связанный с Jet Alone заговор и анимацию. По мнению Девина Минана из Comic Book Resources, несмотря на то, что эпизод кажется несущественным из-за отсутствия ангелов, он развивает отношения Синдзи и Мисато.
Во втором выпуске комикса Gen:Lock появляется робот Сёгунат. Редактор Bubble Blabber Дэвид Калдор считает, что Сёгунат может быть отсылкой к Jet Alone.

## Продукция
«Созданные человеком» был включён в DVD-сборники «Second Impact Box» Gainax и «Евангелион. Том 2 серии 7―13» российской компании MC Entertainment, выпущенные в феврале 2001 и 28 июля 2005 года соответственно. Эпизод вошёл в Blu-ray-сборник «Neon Genesis Evangelion Blu-ray BOX», выпущенный японской компанией King Records 26 августа 2015 года. Японская компания Movic выпустила футболки, основанные на эпизоде.

### Комментарии
1. ↑  Второй удар — катаклизм, произошедший 13 сентября 2000 года в Антарктиде из-за слияния ДНК человека с первым ангелом Адамом экспедицией доктора Кацураги — отца Мисато[5].

### На японском языке
- Evangelion Chronicle (яп.). — Де Агостини, 2010. — Vol. 10.
- Evangelion Chronicle (яп.). — Де Агостини, 2010. — Vol. 26.
- Evangelion Chronicle (яп.). — Де Агостини, 2010. — Vol. 43.
- Gainax. Neon Genesis Evangelion Newtype 100% Collection = 新世紀エヴァンゲリオン NEWTYPE 100％ COLLECTION (яп.). — Kadokawa Shoten, 1997. — ISBN 4-04-852700-2.
- Neon Genesis Evangelion Film Books (яп.). — Kadokawa Shoten, 1996. — Vol. 3.

### На других языках
- Cannarsi G. Evangelion Encyclopedia (итал.). — Dynit[англ.], 1998. — Vol. 4.
- Fujie K., Foster M. Neon Genesis Evangelion: The Unofficial Guide (англ.). — Tokyo: DH Publishibg, 2004. — 188 p. — ISBN 9780974596143.
- Redmond D. The World is Watching: Video as Multinational Aesthetics, 1968–1995 (англ.). — Southern Illinois University Press, 2004. — 202 p. — ISBN 9780809325351.